# Niihau
Niihau (anche Niʻihau) è un'isola dell'arcipelago delle Hawaii.

## Descrizione
Niihau è la settima, in ordine di grandezza, fra le isole abitate e si trova a una distanza di circa 28 km a sudovest di Kauai, attraverso il Kaulakahi Channel. Numerosi bacini endoreici intermittenti forniscono un habitat di zone umide per la folaga hawaiana, il cavaliere delle Hawaii e il germano delle Hawaii.
L'isola è definita come habitat critico per la Brighamia insignis, una specie di campanulacea hawaiana. Niʻihau e la vicina isola di Lehua sono una Riserva di stato per gli uccelli marini. L'unico insediamento umano è la Comunità non incorporata di Puʻuwai.

## Storia
L'isola fu acquistata da Elizabeth Sinclair nel 1864 dal regno delle Hawaii e la proprietà si è trasferita ai suoi discendenti, la famiglia Robinson, discendente da Charles B. Robinson e Helen Sinclair, figlia di Elizabeth. L'accesso all'isola è in genere vietato a tutti tranne che ai parenti di coloro che vi abitano, al personale della Marina militare degli Stati Uniti, ai funzionari governativi e agli ospiti invitati, per cui ha ricevuto il soprannome di The Forbidden Isle (l'isola proibita).
Dal 1987 è stato concesso un limitato numero di viaggi turistici. L'isola è gestita da Bruce e Keith Robinson.